# Giuseppe Perugini
Giuseppe Perugini (Buenos Aires, 17 marzo 1914 – Roma, 19 settembre 1995) è stato un architetto argentino che ha operato in Italia.

## Biografia
Nei primi anni trenta arriva a Roma, dove frequenta maestri come Adalberto Libera. Si laurea nel 1941 alla Sapienza, dove poco dopo diviene docente di composizione architettonica.
Dopo la guerra, inizia subito una intensa attività didattica e professionale, partecipando alle iniziative promosse dal Ministero dei lavori pubblici per la formulazione di una normativa destinata a uniformare i processi di ricostruzione postbellica del Paese; è stato componente di varie commissioni, tra cui quella dell'Istituto Superiore per l'Edilizia Sociale (ISES), per il recupero delle zone terremotate del Belice, la Consulta dei Ministero della Pubblica Istruzione per le normative sull'edilizia scolastica, la commissione edilizia e della commissione per lo studio dei nuovo assetto urbanistico dell'area metropolitana di Roma. Fondatore dell'Associazione per l'Architettura organica, dal 1962 al 1966 è stato presidente dell'Ordine degli architetti di Roma e Lazio e presidente dell'Opera Universitaria.

## Opere realizzate o progettate

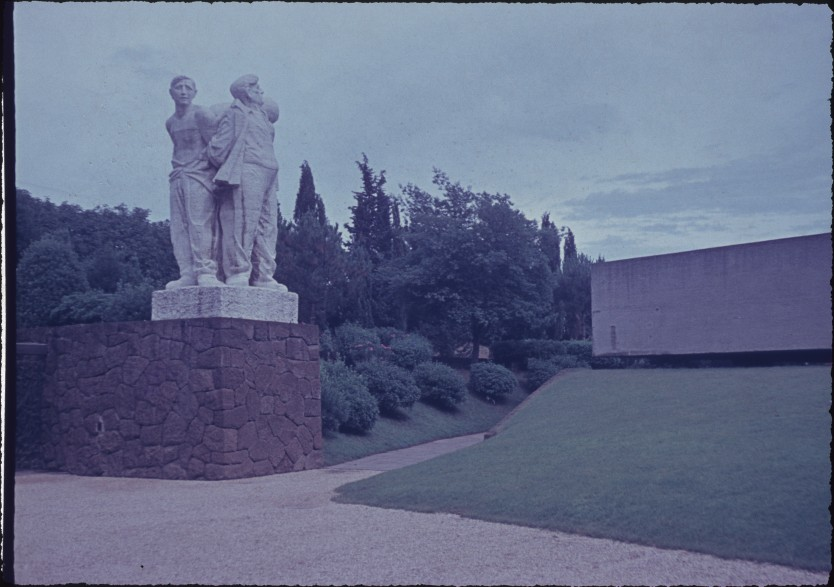
Monumento delle Fosse Ardeatine

- Mausoleo delle Fosse Ardeatine a Roma
- Stazione di servizio API nel quartiere EUR, Roma
- Memorial Fermi a Chicago
- Padiglione Italiano all'Expò 1958 di Bruxelles
- Chiesa-sacrario di Piedimonte San Germano
- fabbricati nel quartiere INA-Casa di Acilia (Roma)
- Nuovo Palazzo di Giustizia di Bari
- Città Giudiziaria di Piazzale Clodio, Roma (con Nicola Monteduro e altri)
- insediamento edilizio alle Tre Fontane, Roma
- allestimento espositivo nella Fortezza di Basso, Firenze
- Chiesa a Primavalle a Roma
- Sede dell'U.N.I.D.O. a Vienna
- Casa sperimentale a Fregene[2]
- nuova Galleria d'Arte Moderna a Milano
- Hotel Delta su via Labicana, Roma
- centro direzionale di Firenze
- fabbricati dei consorzio edilizio «Filippo Turati» nel quartiere Laurentino, Roma
- restauro del Palazzo Muti-Bussi, Roma
- restauro del complesso monumentale di Villa Mondragone a Monteporzio Catone
- ampliamento dell'aeroporto di Torino Caselle
- ristrutturazione del palazzo comunale di Celano
- Memorial dedicato a Natalino Sapegno ad Aosta

Tra gli interventi urbanistici la sistemazione urbanistica della Valle della Caffarella a Roma, il piano di ricostruzione di Macerata, i piani regolatori di Castel Madama, di Ciampino, di Racalmuto, il piano di fattibilità per la nuova Università di Cassino, diversi piani di zona per il Comune di Roma, diversi interventi per viadotti e nodi autostradali e ferroviari, tra cui il tratto autostradale Resuttano-Enna lungo lungo l'autostrada A19 da Palermo a Catania, il viadotto sul Simeto sulla stessa autostrada A19, il tratto autostradale di Castellammare del Golfo lungo la Punta Raisi-Mazzara del Vallo, la superstrada panoramica Misterbianco-Paternò.
Autore di vari saggi e opere che spaziano dagli studi sull'architettura di Borromini, di Michelangelo e di Adolf Loos (tra cui "Architettura di Borromini nella chiesa di S. Maria dei Sette Dolori" (1959), "Modelli borrominiani in San Giovanni dei Fiorentini", (1962), "Il Campidoglio di Michelangelo" (1965), "Perché Loos" del 1970) a quelli dedicati all'analisi della cultura architettonica contemporanea ("La forma in architettura", 1953) e alle potenzialità applicative del mezzo elettronico in architettura.

## Riconoscimenti
Nel corso degli anni è stato insignito di diversi premi e riconoscimenti nazionali ed internazionali; tra questi: il titolo di Officier de l'Ordre de Léopold dei Belgio, l'Henry Bacon Medalfor Memorial Architecture dell'American Institute of Architects (per il Monumento delle Fosse Ardeatine) e il Premio Inarch-Finsider per le innovazioni introdotte nell'ambito della progettazione di strutture abitative in acciaio.

### Pubblicazioni
- Architettura di Borromini nella Chiesa di S. Maria dei Sette Dolori: esame critico del monumento attraverso il rilievo: Universita di Roma, Istituto di disegno e rilievo dei monumenti: anno accademico 1959-1960, Tip. italiana, 1963.
- Modelli borrominiani in S. Giovanni dei Fiorentini, Istituto di disegno e rilievo monumenti, 1962.
- Il Campidoglio di Michelangelo, rilievi a cura di Enrico Del Debbio e Giuseppe Perugini, fotografie di Leonard von Matt - Guglielmo De Angelis d'Ossat.
- Perché Loos, Roma, 1970, OCLC 637119763.